# Mouzeil
Mouzeil é uma comuna francesa na região administrativa da Pays de la Loire, no departamento de Loire-Atlantique. Estende-se por uma área de 18,87 km². Em 2010 a comuna tinha 1 933 habitantes (densidade: 102,4 hab./km²).